# フレデリック・ホルマン
フレデリック“フレッド”ホルマン（英: Frederick "Fred" Holman、1885年3月 - 1913年1月23日）は、イギリスの背泳ぎ選手。
デヴォンのダウリッシュ生まれ。1908年のロンドンオリンピックに出場し、200m背泳ぎで金メダルを獲得したが他の種目には参加しなかった。